# Vessleord

Ett vessleord (engelska: weasel word), alternativt vesselord, är ett begrepp för ord och fraser som ger ett intryck av att ett påstående är väl underbyggt men egentligen är vagt och tvetydigt.

## Allmänt
Uttrycket finns i Shakespeare's Som ni behagar, där Jacques i 2:a akten säger "Jag kan suga melankoli ur en sång, liksom vesslan suger ägg." Uttrycket är belagt i engelskan sedan år 1900 och anspelar på att en vessla sägs kunna göra ett litet hål i ett ägg och suga ut innehållet utan att nämnvärt skada skalet. Det kvarlämnade skalet ser ut som ett oskadat ägg men är tomt på innehåll.
Den som använder vessleord kan ge intryck av att ett påstående som egentligen är vagt och tvetydigt är väl underbyggt. Det blir då möjligt att i efterhand förneka en specifik tolkning om den blir bestridd.
Vessleord kan implicera en starkare tolkning än vad som sägs.
Vessleord kan användas i reklam och politiska uttalanden, där det kan vara angeläget att ge mottagaren ett positivt intryck av det framförda budskapet.

### Engineering by viewgraphs
I utredningen efter Columbiakatastrofen 2003 klarlades att den av utredningen angivna olycksorsaken, problem med skumfragment som lossnade vid uppskjutningen och kunde skada andra delar av raketen, var känd sedan tidigare och uppträdde i varierande omfattning vid samtliga uppskjutningar.
Betydelsen av detta problem tonades dock ner med hjälp av övertygande powerpoint-presentationer som förmedlade uppfattningen att risken för skador i farligt hög omfattning var "liten". Utredningen myntade begreppet "Engineering by Viewgraphs", ungefär "Analyser med Powerpoint", alltså ingenjörsanalyser och bevisföring med hjälp av presentationsteknik istället för beräkningar, tester och logiska resonemang.